# Podarkeopsis perkinsi
Podarkeopsis perkinsi är en ringmaskart som beskrevs av Hilbig 1992. Podarkeopsis perkinsi ingår i släktet Podarkeopsis och familjen Hesionidae. Inga underarter finns listade i Catalogue of Life.